# Rhyacophila obtusa
Rhyacophila obtusa là một loài Trichoptera trong họ Rhyacophilidae. Chúng phân bố ở miền Cổ bắc.